# Aleksandr Celikow
Aleksandr Iwanowicz Celikow (ros. Александр Иванович Целиков, ur. 7 kwietnia?/20 kwietnia 1904 w Moskwie, zm. 28 października 1984 tamże) – radziecki metalurg, konstruktor walcarek, dwukrotny Bohater Pracy Socjalistycznej (1964 i 1984).

## Życiorys
W 1928 ukończył Moskiewską Wyższą Szkołę Techniczną i został inżynierem mechanikiem, od 1925 pracował jako konstruktor w biurze konstrukcji metalurgicznych i ciepłotechnicznych przy Najwyższej Radzie Gospodarki Narodowej, zajmował się projektowaniem pieców metalurgicznych i walcarek. Od 1927 pracował w moskiewskim zakładzie metalurgicznym "Sierp i Mołot", w 1930 przez kilka miesięcy był komenderowany do Niemiec do pracy w zakładach Kruppa, w listopadzie 1932 został kierownikiem grupy projektowej zakładu metalurgicznego w Iżewsku, w 1935 docentem i kierownikiem katedry w Moskiewskim Instytucie Mechaniki i Budowy Maszyn im. Baumana. W 1938 objął katedrę w Moskiewskim Instytucie Stali i Stopów, a w 1940 katedrę Moskiewskiego Wieczorowego Instytutu Metalurgicznego, od 1943 pracował w Centralnym Naukowo-Badawczym Instytucie Technologii Budowy Maszyn jako profesor, w maju 1945 został dyrektorem utworzonego z jego inicjatywy Centralnego Biura Konstruktorskiego Inżynierii Metalurgicznej. Od 1959 był dyrektorem, a od 1969 dyrektorem generalnym także utworzonego z jego inicjatywy Wszechzwiązkowego Metalurgicznego Instytutu Naukowo-Badawczego i Projektowo-Konstruktorskiego Budowy Maszyn, od 1953 był członkiem korespondentem, a od 1964 akademikiem Akademii Nauk ZSRR. Napisał 36 monografii i ok. innych 500 prac.

## Odznaczenia i nagrody
- Medal Sierp i Młot Bohatera Pracy Socjalistycznej (dwukrotnie - 18 kwietnia 1964 i 20 kwietnia 1984)
- Order Lenina (trzykrotnie - 18 kwietnia 1964, 19 kwietnia 1974 i 20 kwietnia 1984)
- Order Rewolucji Październikowej (5 kwietnia 1971)
- Order Czerwonego Sztandaru Pracy (dwukrotnie - 9 października 1953 i 17 października 1960)
- Order Przyjaźni Narodów (23 marca 1979)
- Nagroda Leninowska (1964)
- Nagroda Stalinowska (trzykrotnie - 1947, 1948 i 1951)
- Złoty Medal Akademii Nauk ZSRR im. Łomonosowa (1974)

I medale.